# Andreas Dahl
För andra betydelser, se Andreas Dahl (olika betydelser).
Andreas Dahl, född 6 juni 1984 i Hässleholm, är en svensk före detta fotbollsspelare. 

## Klubbkarriär
Dahls fotbollskarriär inleddes då han som junior spelade för IFK Hässleholm. Därifrån gick han till Coventry City som ungdomsproffs och spelade sedan flera år för Helsingborgs IF. Från Helsingborg gick han till FC Nordsjælland. I juni 2009 skrev han ett kontrakt på tre och ett halvt år med Hammarby IF, där han blev lagkapten. Vid det kontraktets utgång gick Dahl till Landskrona BoIS där han spelade två säsonger. 
I juli 2015 gick Dahl till division 4-klubben Kågeröds BoIF. Han spelade åtta matcher i Division 4 2015, då Kågeröd blev uppflyttade till Division 3. Säsongen 2016 spelade Dahl tre matcher i Division 3. Säsongen 2017 spelade han också tre matcher. Under säsongen 2017 var Dahl även huvudtränare i klubben.
Inför säsongen 2018 gick han till division 4-klubben Glumslövs FF. Han spelade endast en match för klubben under säsongen. Inför säsongen 2019 tog han över som tränare i klubben.

## Landslagskarriär
Andreas Dahl spelade femton matcher för det svenska U21-landslaget.